# Lexicon silvestre
Lexicon silvestre (dosł. łac.: leksykon leśny) – wielojęzyczny słownik terminologii leśnej zbudowany na podstawie ściśle zdefiniowanych pojęć. Swoją inicjatywę i początki słownik bierze od międzynarodowej grupy esperantystów, która pod kierownictwem Karl-Hermann Simon, Ingward Ullrich oraz Boris Dimitrov Marinov od 1981 roku prowadziła swoje prace terminologiczne. Dzisiaj odpowiedzialnym za przygotowanie i wydawanie Lexicon silvestre jest Towarzystwo Wspierania Lexicon silvestre – stowarzyszenie użyteczności publicznej z siedzibą w Eberswalde w Niemczech.
Aktualnie część niemiecka słownika zawiera ponad 9 tys. pojęć i uwzględnia ponad 20 języków w różnym stadium ich opracowania.

## Literatura
- Simon Karl-Herrmann (red.): Lexicon silvestre, słownik z zakresu terminologii leśnictwa, Część polska (I/pl/1) z definicjami, Förderverein "Lexicon silvestre" e.V., Eberswalde 2007, ISBN 3-931262-06-5
- Blanke Detlev; Panka Stefan (red.): Lexicon silvestre - Beiträge zum multilingualen Wörterbuch des Forstwesens - Kontribuoj pri la multilingva vortaro de la forstfako, Förderverein "Lexicon silvetre" e.V., Eberswalde 2010, ISBN 978-3-931262-68-6